# 5895 Žbirka
5895 Žbirka è un asteroide della fascia principale. Scoperto nel 1982, presenta un'orbita caratterizzata da un semiasse maggiore pari a 2,2890363 au e da un'eccentricità di 0,1332663, inclinata di 5,44613° rispetto all'eclittica.
L'asteroide è dedicato al cantautore slovacco Miroslav Žbirka.